# You Came
You Came is een nummer van de Britse zangeres Kim Wilde. Het is de tweede single van haar zesde studioalbum Close uit 1988. Op 4 juli dat jaar werd het nummer eetst in Europa op single uitgebracht. In september volgde Japan en op 23 oktober Australië, Nieuw-Zeeland, de VS en Canada.

## Achtergrond
"You Came" is een hommage aan Wilde's neef Marty, de zoon van haar broer Ricky. Ricky heeft het nummer ook samen met Kim geschreven. De plaat leverde Kim Wilde een enorme wereldhit op. Zo werd in thuisland het Verenigd Koninkrijk de 3e positie bereikt in de UK Singles Chart. In Ierland werd de 3e positie behaald, Australië de 34e, Canada de 94e, de VS de 41e, Frankrijk en Duitsland de 5e, Zweden de 7e, Oostenrijk de 8e, Zwitserland de 3e en in de Eurochart Hot 100 de 2e. 

In Nederland werd de plaat in de zomer van 1988 veel gedraaid op Radio 3 en werd een radiohit in de destijds twee landelijke hitlijsten op de nationale publieke popzender. De plaat bereikte 13e positie in de Nederlandse Top 40  en piekte op een 11e positie in de Nationale Hitparade Top 100.
In België bereikte de plaat de 10e positie in zowel de voorloper van de Vlaamse Ultratop 50 als de Vlaamse Radio 2 Top 30. In Wallonië werd géén notering behaald.